# Suurupi
Suurupi (tidigare Suuropi eller Surpe) är en by (estniska: küla) i Harku kommun i landskapet Harjumaa i norra Estland. Byn ligger på halvön Suurupi poolsaar vid Finska viken. 
I kyrkligt hänseende hör byn till Rannamõisa församling inom den Estniska evangelisk-lutherska kyrkan.

## Galleri

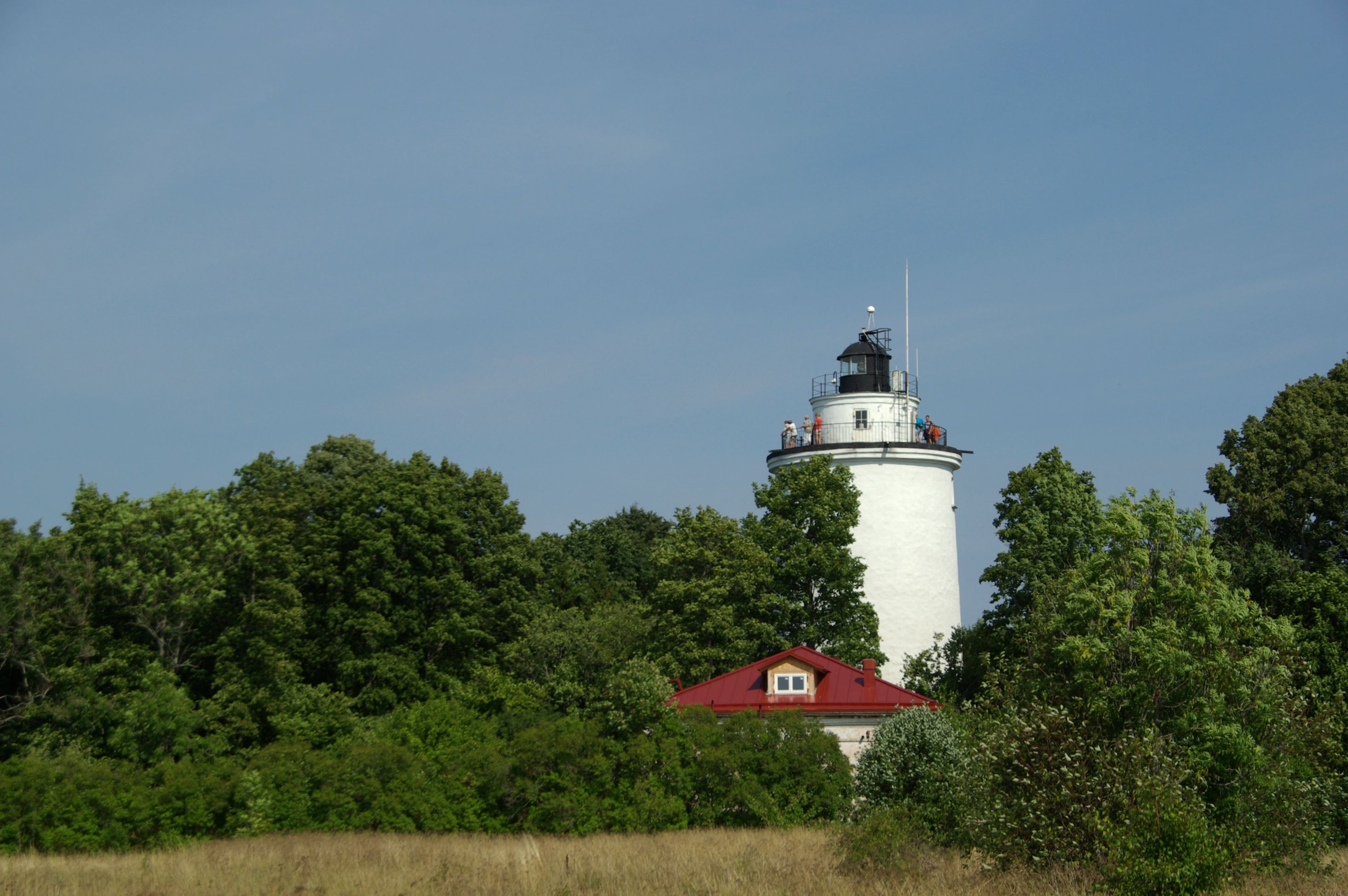
Suurupi övre fyrtorn från 1760.
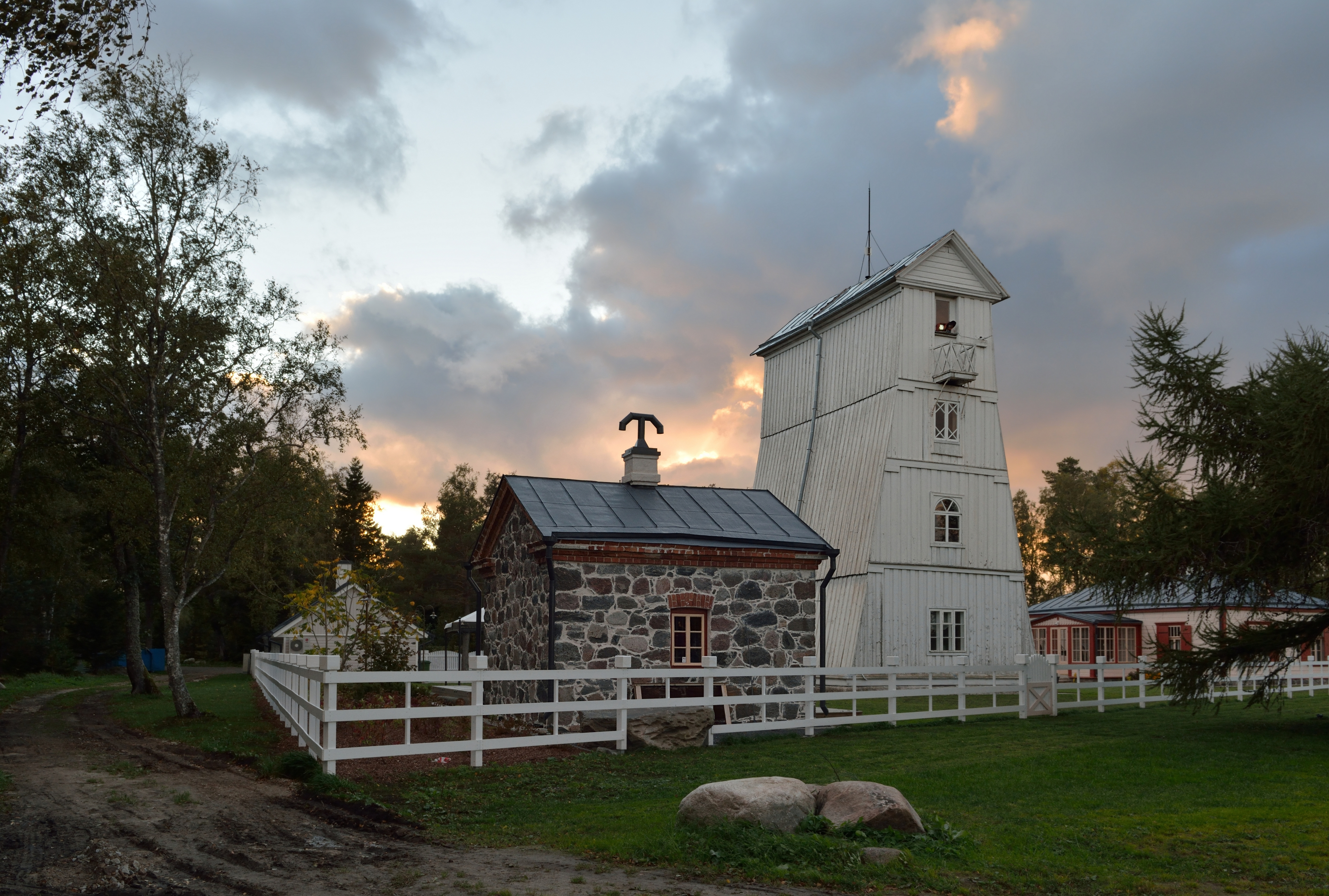
Suurupi nedre fyrtorn från 1859.
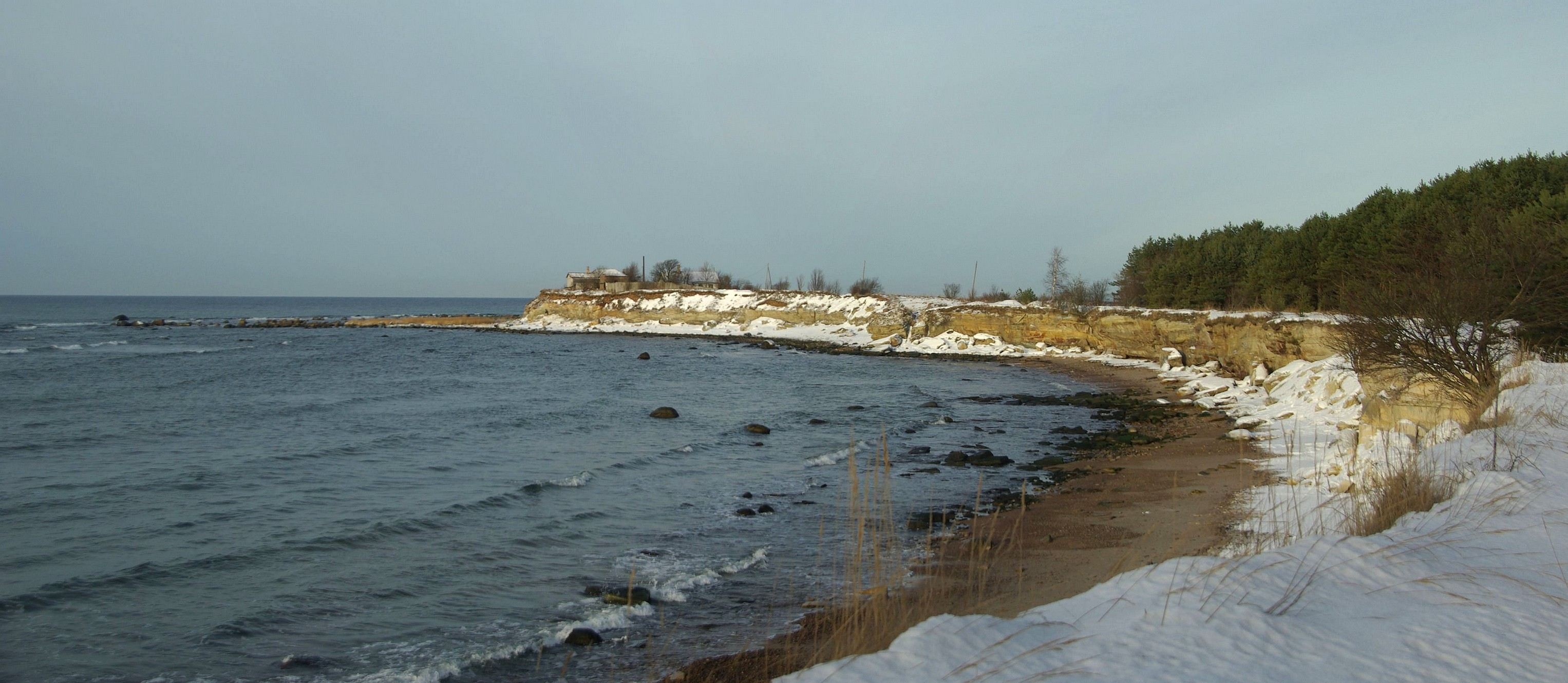
Udden Ninamaa neem.